# Ула (Француска)
Ула (фр. Aulas) насеље је и општина у јужној Француској у региону Лангдок-Русијон, у департману Гар која припада префектури Виган.
По подацима из 2011. године у општини је живело 445 становника, а густина насељености је износила 152,92 становника/km². Општина се простире на површини од 2,91 km². Налази се на средњој надморској висини од 316 метара (максималној 642 m, а минималној 264 m).

## Демографија
| 1962. | 1968. | 1975. | 1982. | 1990. | 1999. | 2011. |
| ----- | ----- | ----- | ----- | ----- | ----- | ----- |
| 232   | 308   | 296   | 338   | 386   | 391   | 445   |

График промене броја становника у току последњих година